# واسیلی آلکسیف
واسیلی آلکسیف Vasiliy Ivanovich Alekseyev (زاده ۱۹۴۲ - درگذشته ۲۰۱۱) یکی از بزرگترین وزنه برداران تاریخ لقب گرفته بود
آلکسیف در بازیهای المپیک ۱۹۷۲ مونیخ و ۱۹۷۶ مونترال به مدال‌های طلای المپیک دست یافته بود.
این وزنه بردار روس در دوران قهرمانی اش هشتاد بار رکورد جهانی را شکست.
آقای آلکسیف در سال ۱۹۹۳ از سوی فدراسیون وزنه برداری جهان به عنوان یکی از بزرگترین وزنه برداران تاریخ وزنه برداری برگزیده شد.
وی در سن ۶۹ سالگی در آلمان در اثر ناراحتی قلبی درگذشت.